# Ribeirão Ariranha
O ribeirão Ariranha é um curso de água do sul do estado de Goiás, no Brasil.